# Arete indicus
Espèce
Synonymes
- Arete dorsalis var. indicus Coutière, 1903[1]

Arete indicus est une espèce de crevettes marines de la famille des Alpheidae.

## Systématique
L'espèce Arete indicus a été initialement décrite en 1903 par Henri Coutière comme étant une variété d’Arete dorsalis sous le protonyme d’Arete dorsalis var. indicus.

## Habitat et répartition
Cette crevette se rencontre dans tout l'Indo-Pacifique tropical.

## Publication originale
- H. Coutière, « Note sur quelques Alpheidae des Maldives et Laquedives », Bulletin de la Société Philomatique de Paris, Paris, Inconnu, vol. 5,‎ 1903, p. 72-90 (ISSN 0366-3515 et 3039-6840, lire en ligne).